# NGC 5559
NGC 5559 este o emission-line galaxy⁠(d) situată în constelația Boarul. A fost descoperită în 10 aprilie 1785 de către William Herschel. Se află la o distanță de 77,3 de megaparseci de Pământ.